# Bungalov

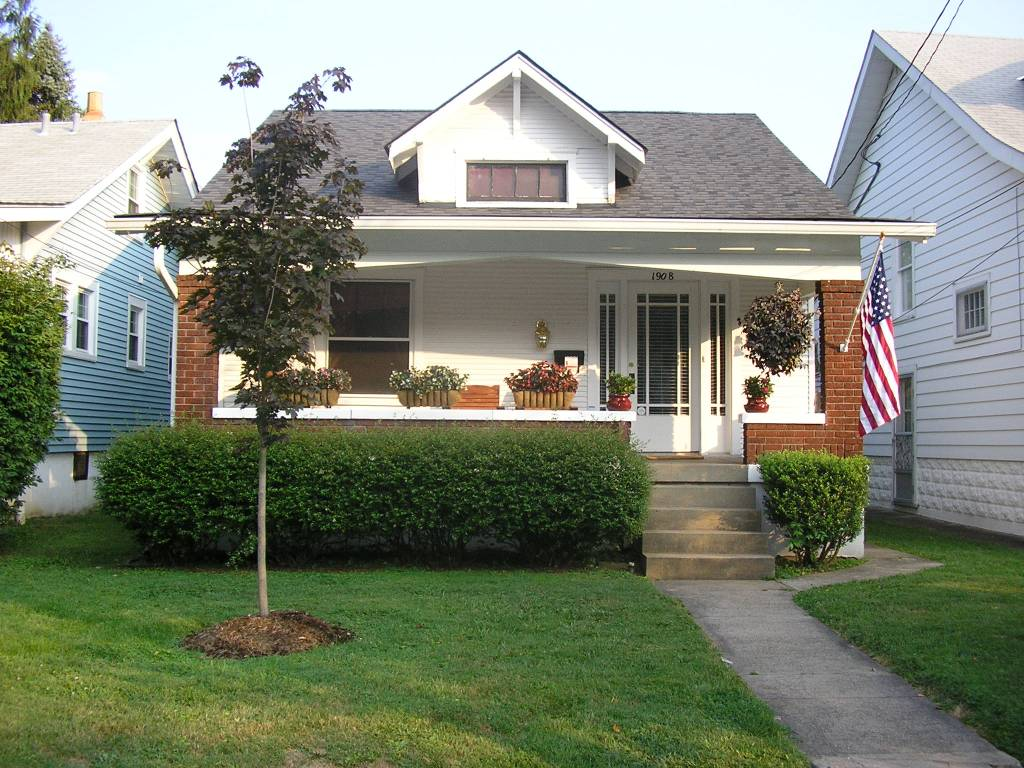
Typický bungalov v Louisville, Kentucky's Highlands

Bungalov je lehká obytná stavba, zpravidla pravidelného (až čtvercového) půdorysu doplněná vstupní verandou. Klasický bungalov má jediné podlaží na jedné výškové úrovni. V případě dvou výškových úrovní je vyšší nazývána půlpatro (americká definice bungalovu – dům s jedním nebo jeden a půl patrem). Dispozičně obsahuje standardní místnosti obytného domu (jídelnu, kuchyň, ložnice, koupelny aj.) rozložené kolem ústředního obytného prostoru. Hlavním konstrukčním materiálem je většinou dřevo nebo konstrukční prvky na bázi dřeva (stěny, nosníky, vazníky).

## Historie
Název, konstrukce i uspořádání má původ v koloniálním Bengálsku (Indie). Pro potřeby Britů byly upraveny místní lehké vzdušné dřevěné obytné stavby (bangla, bangala) s mírně skloněnou střechou z palmových listů a doplněny o vlivy tradiční anglické venkovské architektury i dalšími prvky, např. o verandu, která je původem z Persie. Raný bungalov se skládal z jídelny, ložnice, kuchyně a koupelny kolem centrálního obývacího prostoru. Tento základní půdorys byl později jen nepatrně vylepšen a doplněn.
Bungalov jako úsporný, rychle realizovatelný typ rodinného domu se masově rozšířil na přelomu 19. a 20. století v USA a později i v Kanadě a dále ve světě. První bungalov postavil v roce 1879 William Gibbons Preston v Monumental Beach na Cape Cod, Massachusetts. Odtud se pak rozšířil na Západní pobřeží. První bungalov tam postavil A. Page Brown, sanfranciský architekt pro J. D. Granta na počátku 90. let 19. století. Velká vlna výstavby bungalovů v USA proběhla v letech 1880 až 1930 a také po druhé světové válce, kdy se bungalovy staly synonymem pro předměstskou a příměstskou zástavbu. Jejich obliba nadále trvá a rozšířila se po celém světě.